# Tritonka římská
Tritonka římská (Charonia lampas; Linné, 1758) je mořský plž z čeledi Ranellidae, která obývá oblasti Atlantského oceánu na obou stranách pobřeží (převážně severovýchodní a jihozápadní část), částečně zasahuje její rozšíření i do západní části Středozemního moře. Populace nacházející se v okolí Japonska, Austrálie či Tchaj-wanu se považují za její poddruhy. Velikost její ulity se liší v závislosti na místě života a může tak dorůstat od 200 do 400 mm.

## Synonyma
- Charonia nodifera[1]
- Charonia nodiferum[1]
- Charonia rubicunda[1]

## Poddruhy
- Charonia lampas rubicunda
- Charonia lampas capax